# Municipio de South Strabane
El municipio de South Strabane (en inglés: South Strabane Township) es un municipio ubicado en el condado de Washington en el estado estadounidense de Pensilvania. En el año 2000 tenía una población de 7,987 habitantes y una densidad poblacional de 133 personas por km².

## Geografía
El municipio de South Strabane se encuentra ubicado en las coordenadas 40°11′19″N 80°14′02″O / 40.18861, -80.23389.

## Demografía
Según la Oficina del Censo en 2000 los ingresos medios por hogar en la localidad eran de $42,762 y los ingresos medios por familia eran $54,729. Los hombres tenían unos ingresos medios de $41,684 frente a los $28,585 para las mujeres. La renta per cápita para la localidad era de $23,829. Alrededor del 6,4% de la población estaban por debajo del umbral de pobreza.